# Limnebius maurus
Limnebius maurus är en skalbaggsart som beskrevs av Balfour-browne 1978. Limnebius maurus ingår i släktet Limnebius och familjen vattenbrynsbaggar. Inga underarter finns listade i Catalogue of Life.